# Cheval de Heck
Vous lisez un « bon article » labellisé en 2019.
Le cheval de Heck (allemand : Heckpferd) est une race de chevaux créée dans les années 1930 au zoo de Munich par les frères Heck, dans l'objectif de reconstituer le Tarpan (Equus ferus ferus), un cheval primitif désormais éteint. Bien que Lutz et Heinz Heck ne soient pas parvenus à ressusciter cet équidé disparu, ces chevaux s'en rapprochent phénotypiquement, notamment par leur taille et leur robe de couleur souris, à marques primitives. Leur programme étant concurrent de celui du Polonais Tadeusz Vetulani, durant l'invasion de la Pologne par les nazis, sa harde de Koniks sélectionnés est capturée, puis intégrée à la sélection du cheval de Heck, ce qui conduit à l'arrêt du programme de Vetulani. Les chevaux de Heck sont exportés vers les États-Unis, où une association de race est créée dans les années 1960.
Bien qu'il n'ait pas été sélectionné dans cet objectif, le cheval de Heck peut être monté ou attelé, et a été utilisé en croisement pour donner le poney rustique canadien. Ces animaux perdurent essentiellement à la suite de réintroductions dans des écosystèmes et dans des parcs zoologiques, dans le cadre de gestion d'écopâturage, dans divers pays d'Europe ainsi qu'en Amérique du Nord.

## Dénomination

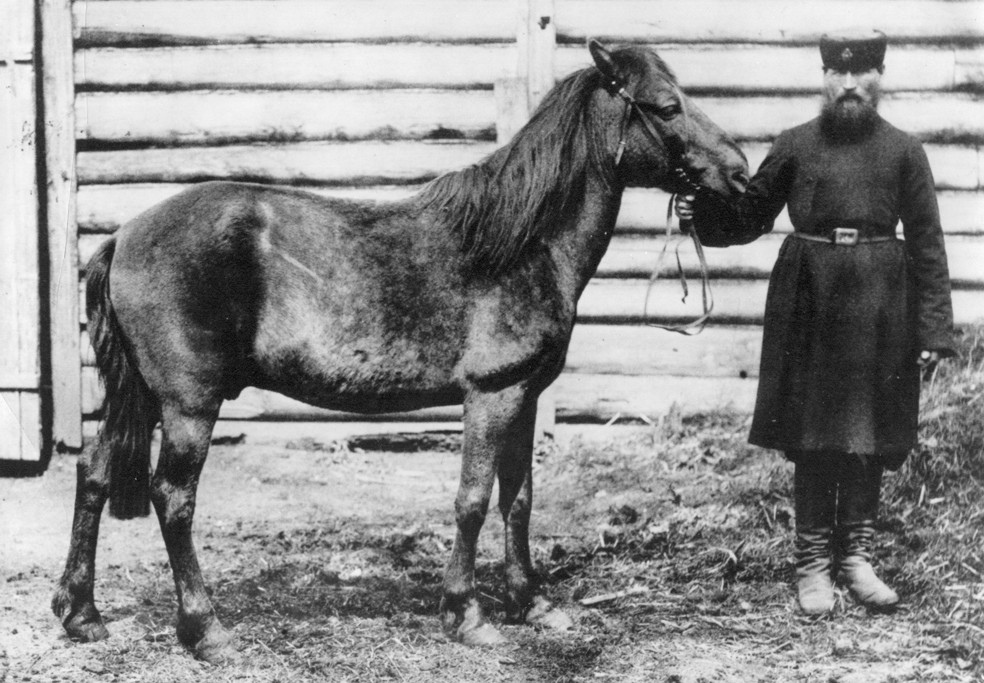
Seule photo connue d'un prétendu Tarpan vivant, au parc zoologique de Moscou en 1884.

Bien que ces animaux soient parfois nommés « Tarpan » de façon erronée, ils se sont surtout fait connaître sous le nom de « chevaux de Heck », ou de « tarpans de Heck ». L'appellation de « Tarpan » ne peut théoriquement s'appliquer qu'à un cheval sauvage européen, désormais éteint. De plus, les croisements effectués entre diverses races ne font pas du cheval de Heck un Tarpan, ; il constitue une race domestique. Le nom de « Tarpan » reste attribué abusivement à des chevaux de Heck et à des Koniks,. Il existe une confusion terminologique du fait des tentatives pour re-donner un rôle écologique à des animaux domestiques proches des espèces sauvages disparues.

## Histoire

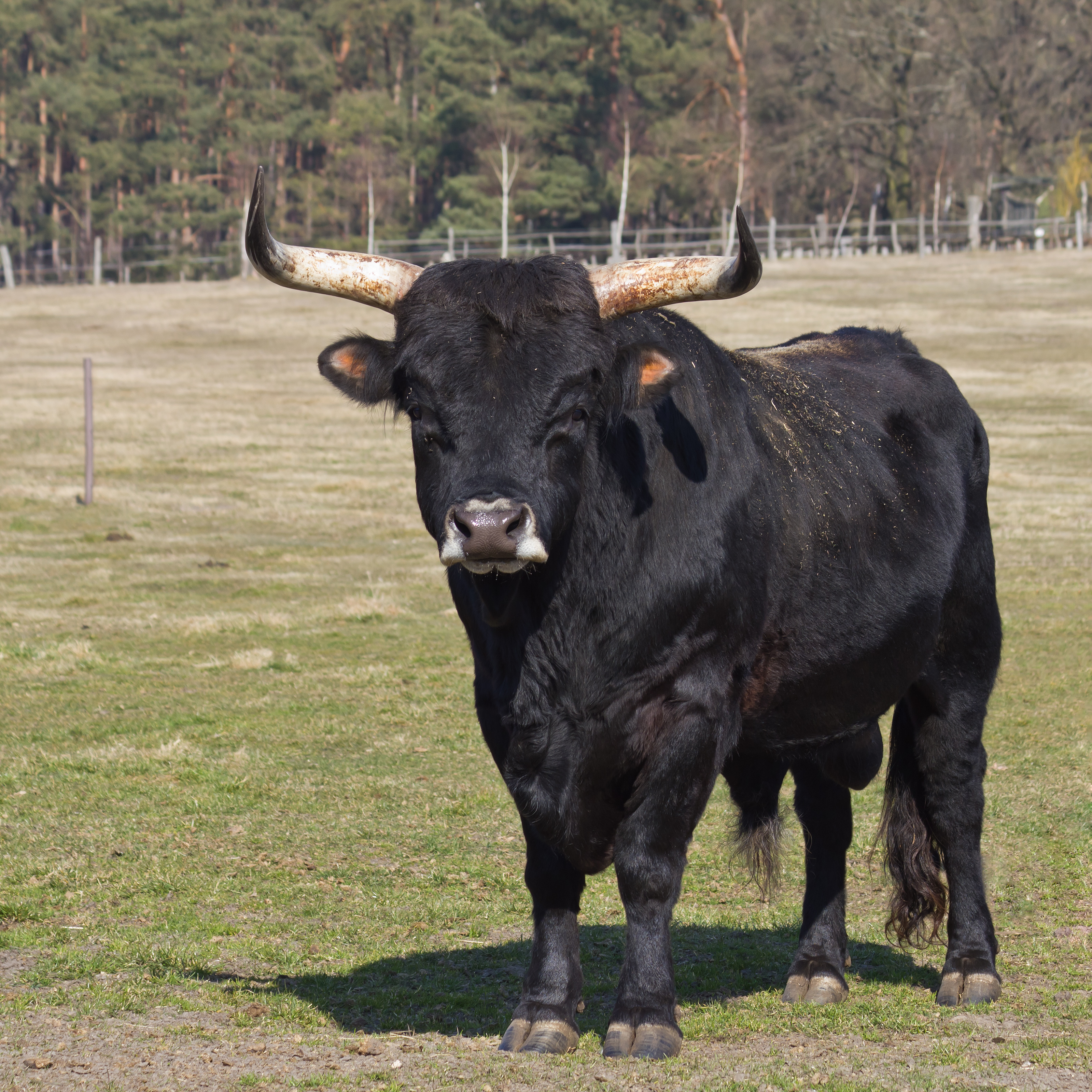
L'aurochs de Heck, autre animal issu des sélections des frères Heck.

La création de cette race résulte de la volonté de ressusciter le Tarpan (Equus ferus ferus), cheval sauvage éteint à la fin du XIXe siècle, ou en 1909, avec la mort des derniers spécimens connus en captivité,. Le cheval de Heck est sélectionné en 15 à 20 ans, notamment dans les années 1930, par les frères zoologistes allemands Heinz et Lutz Heck, également créateurs de l'aurochs de Heck, au zoo de Munich (Tierpark Hellabrunn),,, selon la technique qu'ils baptisent « méthode régressive du retour à l'ancêtre ». Cette sélection s'inscrit dans le contexte raciste et eugéniste de l'époque. Les frères Heck ont pour modèle une tête et deux peaux de Tarpan présumées. Le cheval de Heck provient de croisements entre des juments de race Konik, Gotland, Dülmen et Islandais, avec un étalon de Przewalski,.

### Processus de sélection
L'objectif des frères Heck est de croiser des chevaux présumés descendants du Tarpan entre eux, pour faire réémerger le matériel génétique de ce dernier,. Une première difficulté réside dans l'absence de chevaux domestiques ayant conservé la crinière hérissée que Heinz Heck estime caractéristique du Tarpan. Pour son premier essai de croisement, il sélectionne une jument de race Gotland et une jument de race Islandais sur la base de leur ressemblance phénotypique avec le Tarpan, notamment la forme de leur tête. Il les fait saillir par un étalon de Przewalski (Equus f. przewalskii), qu'il estime néanmoins morphologiquement éloigné, en espérant récupérer un poulain à la crinière hérissée. Il estime que les gènes du Przewalski vont réveiller les caractéristiques primitives des chevaux plus modernes,. Les premiers poulains nés ne le satisfont pas, n'ayant ni la morphologie ni la couleur de robe recherchées. Heck croise ces animaux à nouveau entre eux, et obtient, le 22 mai 1933 au zoo de Munich, le premier poulain qu'il estime conforme à son objectif, portant une robe souris, ayant des os fins aux membres (en), et une tête plus courte que le Przewalski,. Il reproduit ce croisement plusieurs fois, si bien qu'en 1952, le Tierpark Hellabrunn détient un grand nombre de ces « Tarpans reconstitués ». La race est estimée fixée.

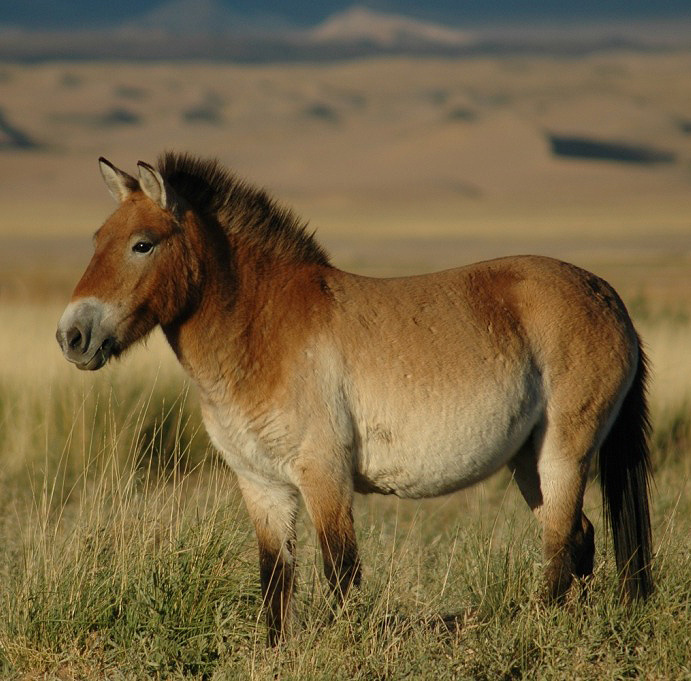
Cheval de Przewalski
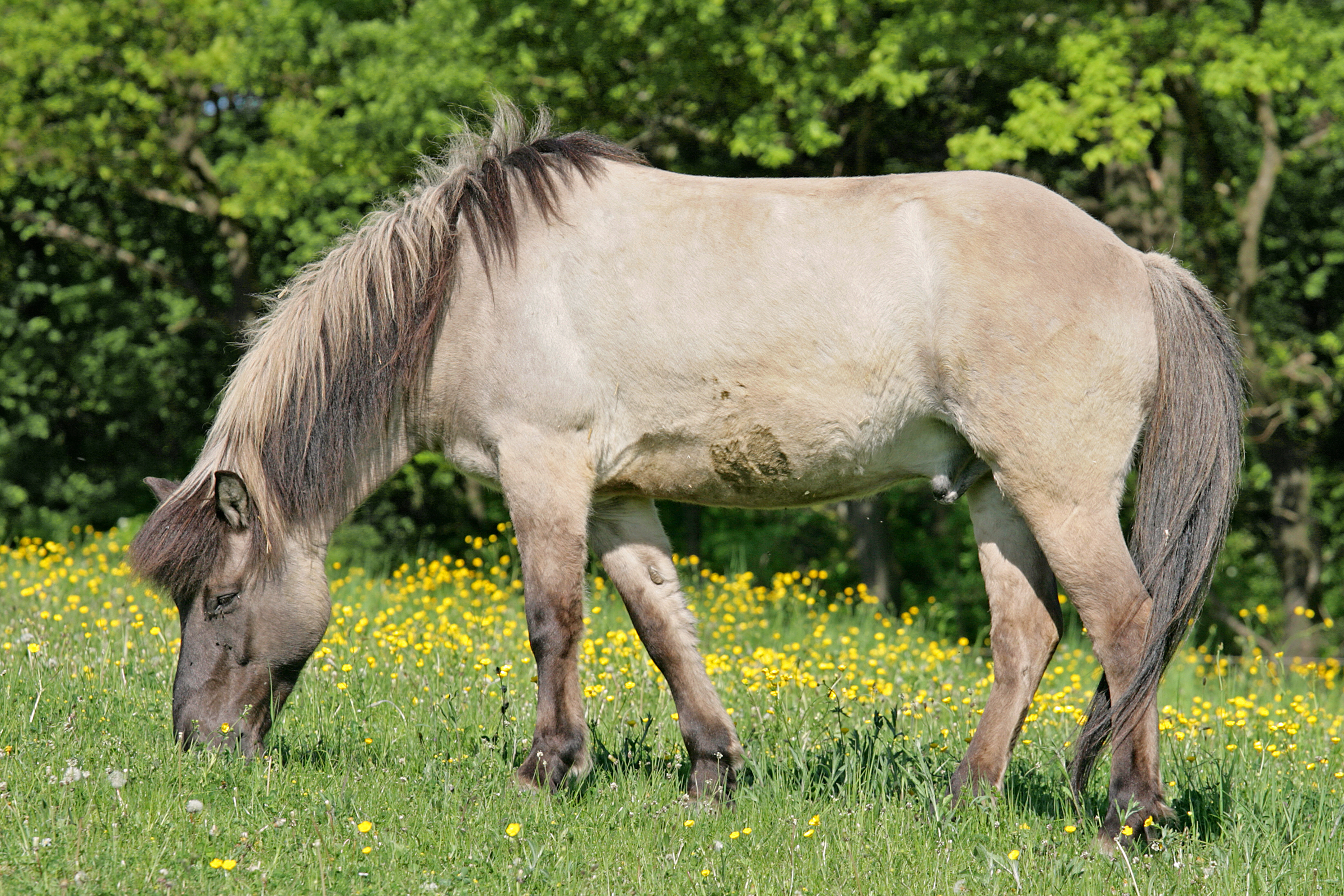
Islandais
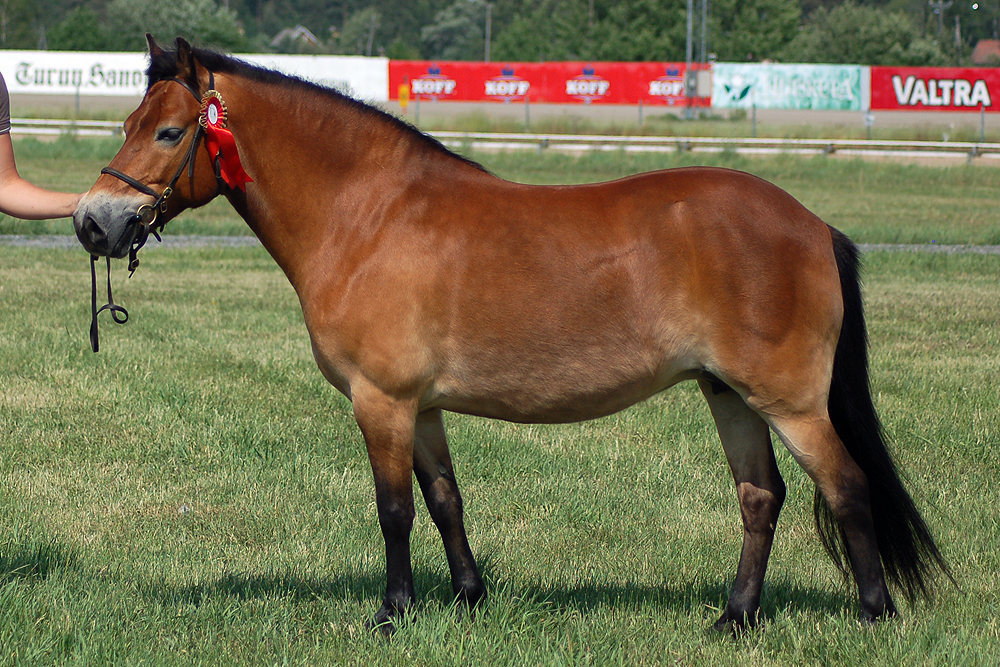
Gotland
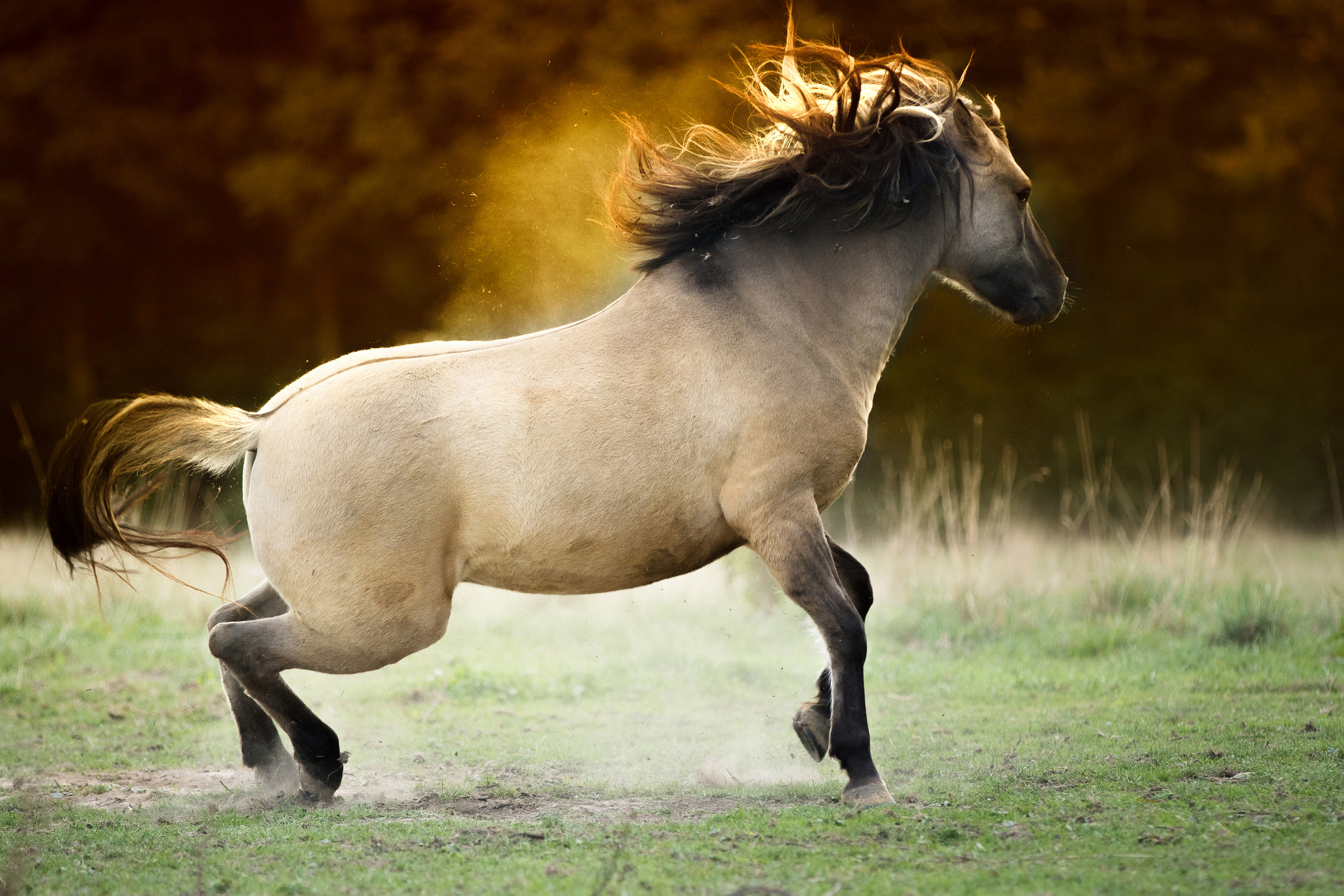
Dülmen
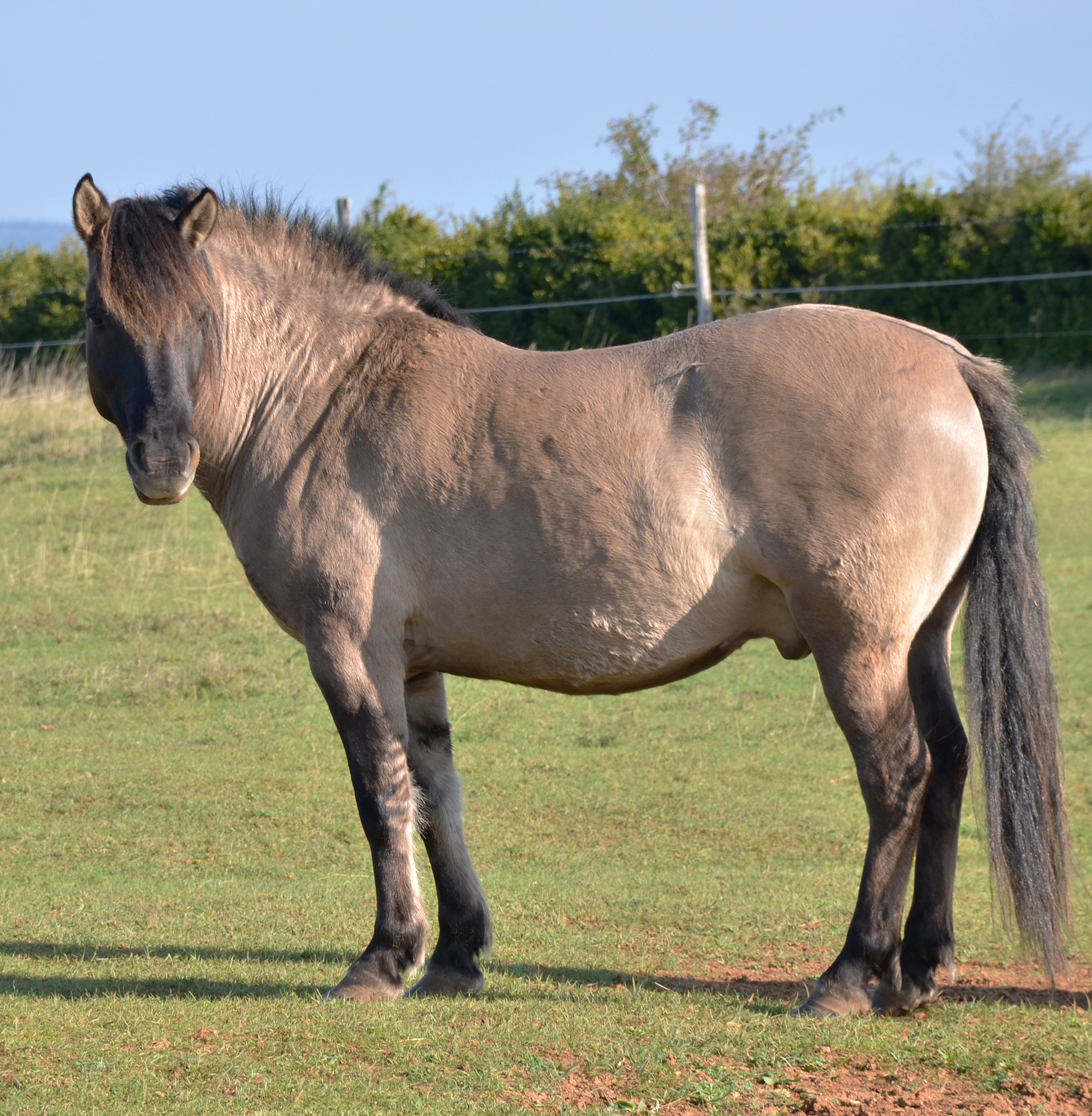
Konik

Durant la Seconde Guerre mondiale, des chevaux nécessaires au programme des frères Heck sont prélevés comme prises de guerre dans les pays conquis par l'Allemagne. Un biologiste polonais, Tadeusz Vetulani, travaille sur un projet similaire à celui des frères Heck, à partir de la race Konik. Les chevaux issus du projet de Vetulani ont été réintroduits dans la forêt de Białowieża. Durant la guerre, les frères Heck capturent ces animaux dans la forêt, et les réutilisent pour leur programme d'élevage (en). Vetulani décrit ce vol comme une « campagne de destruction », et doit interrompre ses recherches. Quelques-uns de ces chevaux, très proches du Tarpan, sont ramenés dans la forêt dans le dessein d'en faire une réserve de chasse pour les dignitaires nazis. Ces terres sont rendues à la Pologne après la guerre.

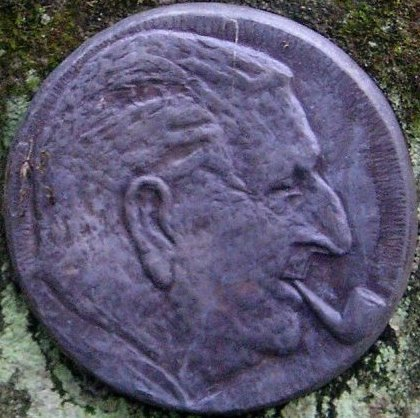
Heinz Heck
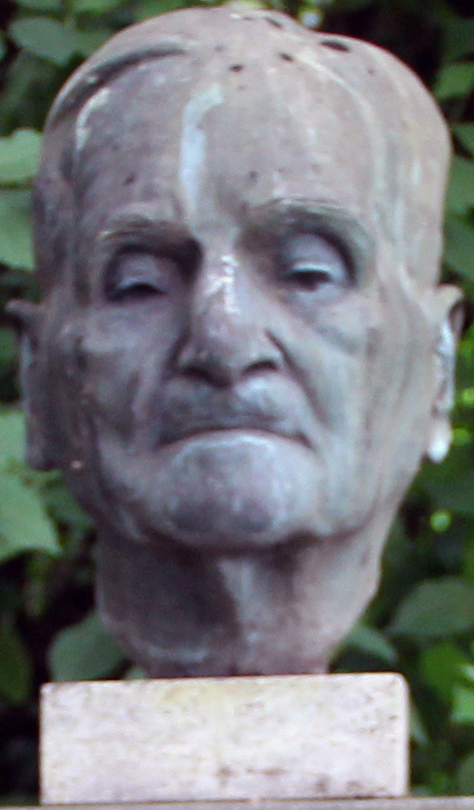
Lutz Heck
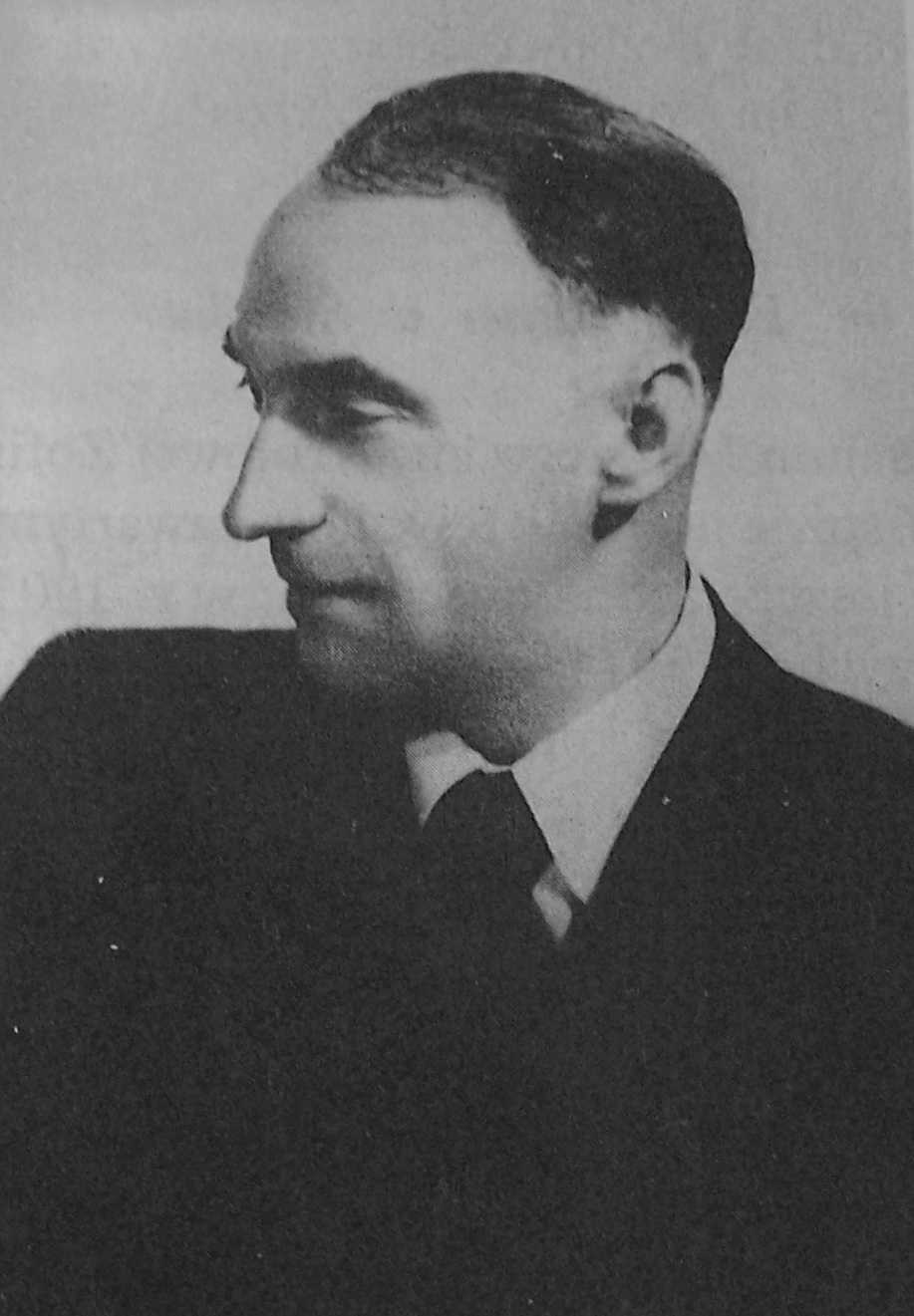
Tadeusz Vetulani

### Exportations

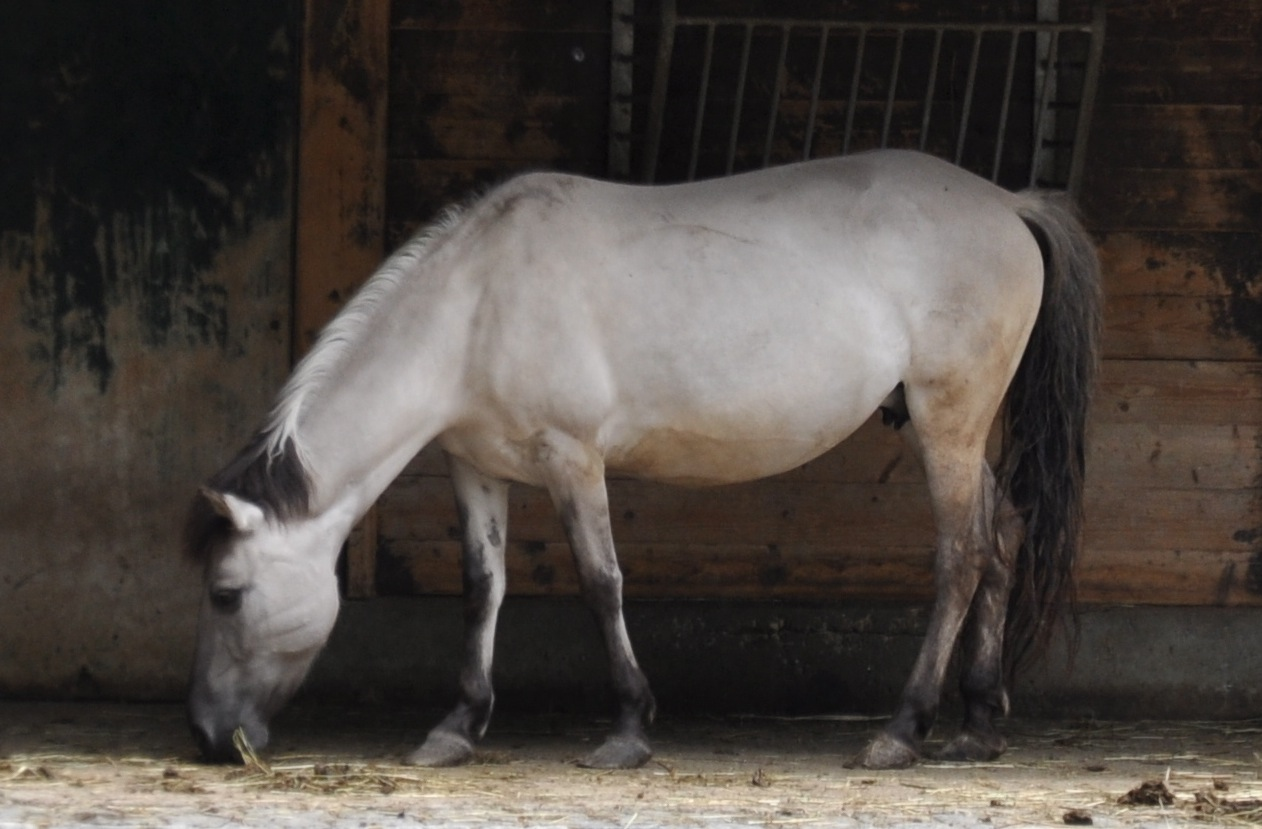
Cheval de Heck au zoo de Munich.

La « re-création » du Tarpan par les frères Heck est fortement médiatisée dans la presse de l'époque. Un étalon de Heck et deux juments sont introduits aux États-Unis dans les années 1950. Le premier animal concerné est un étalon nommé Duke, importé par le parc zoologique de Brookfield en 1954. L'année suivante, ce zoo importe deux juments. Une troisième jument est importée par le zoo de Fort Worth, au Texas, en 1962. Ces quatre animaux proviennent du zoo de Munich, comme l'atteste leur pedigree. Le fils de Heinz Lutz, portant le même prénom que lui, émigre aux États-Unis en 1959, et y prend la direction du Catskill Game Farm, qui détient des chevaux de Heck et des chevaux de Przewalski. Au début des années 1960, la North American Tarpan Association est créée par les amateurs américains de chevaux de Heck, dans l'objectif de promouvoir la race, intégrant une centaine de sujets à sa création. Un stud-book est créé aux États-Unis par Ellen Thrall, en 1975. Au début des années 1990, tous les chevaux de type Tarpan trouvés aux États-Unis sont des descendants directs du cheptel des frères Heck.

## Description

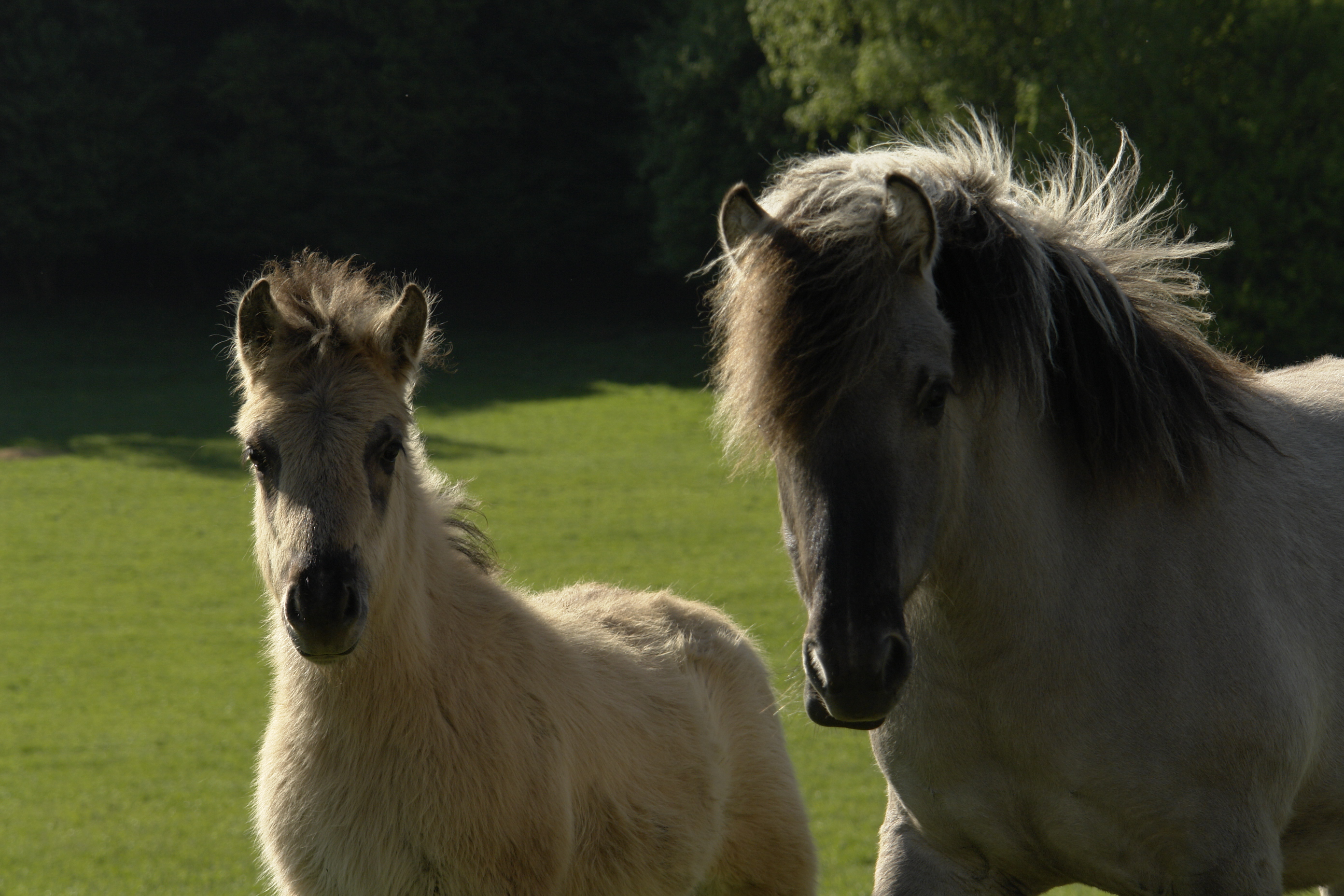
Jument et poulain de Heck.

Le cheval de Heck est très proche de la description physique connue du Tarpan, notamment en termes de taille et de couleur de robe. Cependant, il ne peut être considéré comme une « résurrection » réussie du Tarpan. Selon le standard nord-américain, la taille moyenne est de 1,27 m à 1,37 m. La tête est grosse, le garrot peu sorti, les jambes (en) et la croupe sont fortes. Les sabots sont solides, et ne nécessitent pas de ferrure. Les allures du cheval de Heck sont relevées.

### Robe
Le cheval de Heck présente une robe gris souris, sans marques blanches. Il montre aussi des marques primitives, typiquement des zébrures sur les membres, ainsi qu'une raie de mulet.

### Tempérament et entretien
La race est décrite comme de tempérament calme, curieux et intelligent, bien que très indépendante.

## Utilisations

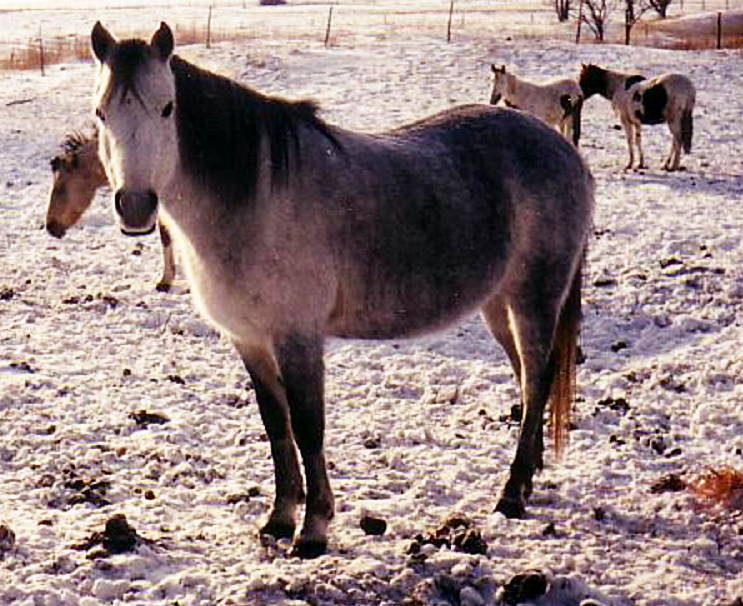
Le poney rustique canadien, une race créée à partir du cheval de Heck.

L'utilisation principale du cheval de Heck est une gestion écologique d'espaces naturels, dans le cadre de programmes de réensauvagement et d'écopâturages. Bien que le cheval de Heck n'ait pas été créé dans cet objectif, quelques propriétaires privés emploient ces animaux comme montures, et pour la traction légère. La race est réputée confortable à monter. Plusieurs éleveurs ont mené des expériences de croisement à partir du cheval de Heck et d'autres races, dans le but d'obtenir un cheval de plus grande taille, conservant des caractéristiques primitives. Le poney Welsh et l'Arabe sont souvent entrés dans ces croisements. Le poney rustique canadien a été créé à partir de ces dernières races. En Europe, les croisements du cheval de Heck ont surtout eu lieu avec le Pur-sang, pour donner des chevaux de type hunter.

## Diffusion

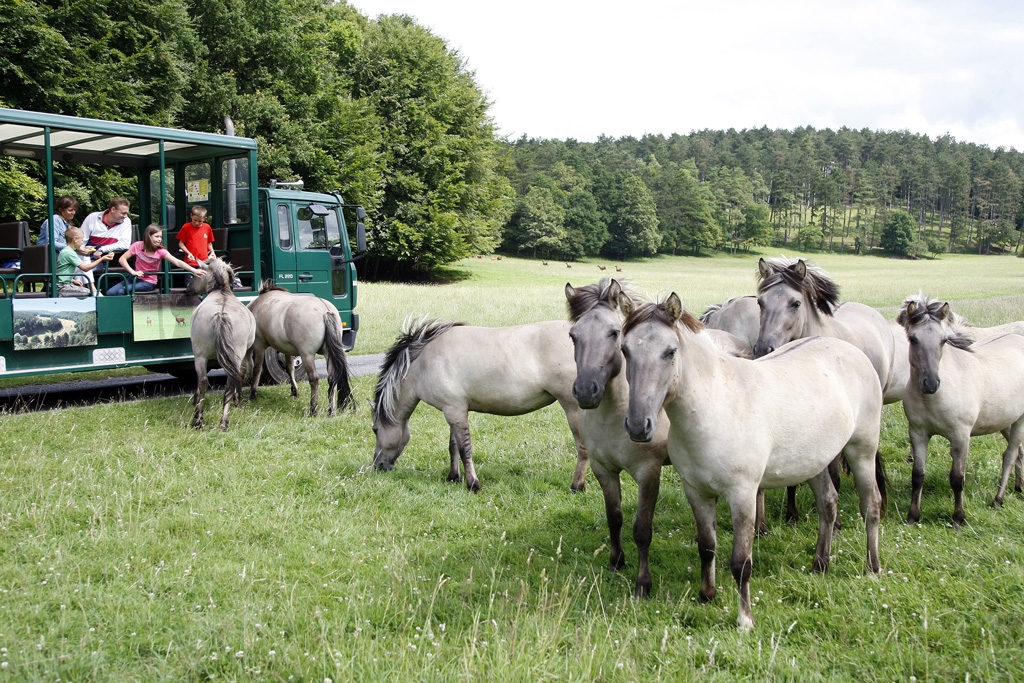
Les visiteurs du domaine des grottes de Han peuvent approcher les chevaux de Heck depuis le safari-car.

Ces chevaux perdurent, soit en liberté dans le cadre des gestions d'écopâturages, soit en captivité dans des parcs zoologiques,. En 2002, environ une centaine de chevaux de Heck sont répartis dans les États-Unis. La réserve animale du domaine des grottes de Han, en Belgique, détient un groupe de chevaux de Heck que les visiteurs peuvent approcher. En novembre 2013, 13 d'entre eux ont été relâchés dans la réserve de Salgüero de Juarros (es), près de Burgos dans le nord de l’Espagne,.
Un petit groupe de chevaux de Heck subsiste à l'état semi-sauvage dans la forêt de Białowieża, l'une des dernières forêts primaires d'Europe, avec très peu d'interactions humaines. En 2013, des chevaux de Heck vivent aussi à l'état semi-sauvage en Lettonie.
La race est mentionnée dans le livre de Diane Ackerman La Femme du gardien de zoo (en).

## Critiques
Les frères Heck estiment qu'une « re-création » du Tarpan est possible par rétrocroisements entre les descendants de ce dernier, mais cette assertion est contestable d'un point de vue scientifique. Le choix des races constitutives par Heinz Heck suscite aussi des questionnements et critiques, car la proximité de l'Islandais et du Gotland avec le Tarpan est toute relative : Colin Groves estime que les frères Heck avaient une idée très personnelle de ce qu'est un « tarpan des steppes ». Il est cependant possible, d'après le Dr vétérinaire William E. Jones, que les frères Heck aient été limités en termes de races disponibles et de fonds. La création du cheval de Heck et de l'aurochs de Heck a été qualifiée de « supercherie nazie », dans la mesure où il ne s'agit pas d'une résurrection ou re-création des espèces concernées, comme annoncé dans la propagande nazie.